# Luigi Ragno
Luigi Rano (Francavilla di Sicilia, 29 april 1899 – Santa Teresa di Riva, 22 mei 1984) was een fascistisch politicus in het koninkrijk Italië en hij was nadien in de republiek Italië tien jaren senator.

## Levensloop
Ragno groeide op in Francavilla di Sicilia, in de Siciliaanse provincie Messina. Reeds al twintiger sloot hij aan bij de fascistische partij van Benito Mussolini de Partito Nazionale Fascista. Hij studeerde rechten in Messina en werd advocaat aldaar. In het jaar 1927 werkte hij zich binnen de fascistische partij op tot ondersecretaris van de afdeling in Messina.
Van 1924 tot 1926 was Ragno commissaris-prefect ofwel regeringscommissaris die de gemeente Santa Teresa di Riva in de provincie Messina bestuurde. Een aanstelling tot burgemeester volgde in 1926, wat hij bleef tot 1929.
In augustus 1943 arresteerden Brits-Amerikaanse troepen Ragno, na de landing op Sicilië. Ragno werd opgesloten in een kamp van collaborateurs in Padula, Campanië. 
Eind 1943 kwam Ragno vrij. Hij keerde naar Santa Teresa di Riva op Sicilië terug. 
Na de oorlog sloot hij aan bij de Movimento Sociale Italiano; deze neofascistische partij overleefde de val van het fascisme (1943) en het koningschap (1946). Met deze partij won hij een senaatszetel in 1953. Gedurende tien jaren was hij in Rome werkzaam als senator. Hij zetelde er in een commissie voor landbouw en voeding.
Nadien trok hij zich terug in een privé-leven. 
Zijn zoon Salvatore Ragno was eveneens advocaat en werd later senator voor de Alleanza Nazionale, de opvolger van de Movimento Sociale Italiano.